# Krajęcin
Krajęcin est un village de Pologne situé en Couïavie-Poméranie, dans le gmina (commune) de Lisewo,.

## Démographie
En 2021, la population était de 86 habitants.